# Episodi di Bodyguard
La prima e unica stagione della serie televisiva Bodyguard, composta da sei episodi, è stata trasmessa nel Regno Unito dal 26 agosto al 23 settembre 2018 su BBC One.
In Italia, la stagione è stata interamente pubblicata su Netflix il 24 ottobre 2018. Viene trasmessa in chiaro su Rai 3 dal 27 luglio al 3 agosto 2020.
| nº | Titolo originale | Titolo italiano | Prima TV UK       | Pubblicazione Italia |
| -- | ---------------- | --------------- | ----------------- | -------------------- |
| 1  | Episode 1        | Episodio 1      | 26 agosto 2018    | 24 ottobre 2018      |
| 2  | Episode 2        | Episodio 2      | 27 agosto 2018    | 24 ottobre 2018      |
| 3  | Episode 3        | Episodio 3      | 2 settembre 2018  | 24 ottobre 2018      |
| 4  | Episode 4        | Episodio 4      | 9 settembre 2018  | 24 ottobre 2018      |
| 5  | Episode 5        | Episodio 5      | 16 settembre 2018 | 24 ottobre 2018      |
| 6  | Episode 6        | Episodio 6      | 23 settembre 2018 | 24 ottobre 2018      |

## Episodio 1
- Titolo originale: Episode 1
- Diretto da: Thomas Vincent
- Scritto da: Jed Mercurio

### Trama
L'episodio si apre su un treno, nella carrozza dove si trovano il sergente di polizia e veterano di guerra David (Dave) Budd e i due figli Charlie, di 8 anni, ed Ella di 10. Dopo una conversazione con un'addetta alla sicurezza sul treno, Budd capisce che da lì a momenti un kamikaze islamico si sarebbe fatto esplodere sul mezzo in corsa. David trova il terrorista nel bagno, ma si rivela essere una giovane donna musulmana, Nadia. Budd riesce a far cambiare idea alla ragazza e con l'arrivo dei militari e degli artificieri, la bomba viene disinnescata. Dave riesce quindi ad accompagnare i figli a casa di Vicky, ex-moglie e madre dei bambini.
Il giorno dopo allo sventato attacco sul treno, Budd viene promosso a guardia del corpo del Segretario di Stato Julia Montague, che però segue una politica contraria a quella del sergente (si era infatti dichiarata favorevole alla guerra in Afghanistan, quella combattuta da David). Proprio il primo giorno del nuovo lavoro, Dave conosce l'agente Kim Knowles e l'assistente personale dell'Onorevole Montague, Chanel Dyson, che però verrà licenziata poco dopo. Julia intanto sta preparando la sua campagna elettorale contro l'ex-marito, l'Onorevole Roger Penhaligon. Montague porta avanti un atto legislativo detto RIPA 18 pensato per aumentare la sicurezza e la sorveglianza nel Paese di fronte alla sempre più grande cellula terroristica in Gran Bretagna.
Vicky intanto dice a David che lei si vede con qualcuno e quel sottile rapporto che era rimasto fra i due sembra spezzarsi definitivamente. Budd incontra poi Andy Apsted, un altro veterano di guerra che aveva combattuto nello stesso reggimento della guardia del corpo, e i due si scambiano delle idee sulla politica seguita dalla Montague. L'episodio si conclude con Rob McDonald (un consigliere speciale del Ministro degli Interni) che si complimenta con Budd per il lavoro svolto durante l'attentato sul treno del 1º ottobre.

## Episodio 2
- Titolo originale: Episode 2
- Diretto da: Thomas Vincent
- Scritto da: Jed Mercurio

### Trama
È mattino e David accompagna i figli a scuola, alla Heath Bank Primary School, prima di recarsi al lavoro. Mentre è in macchina con Montague, riceve una chiamata da Vicky che gli riferisce che alla scuola speciale non hanno posto per Charlie (il bambino ha infatti delle difficoltà a leggere e ha bisogno di essere seguito in un istituto particolare) e Julia segue tutta la conversazione.
Una volta arrivati agli uffici dove lavora il Segretario di Stato, questa apprende che i Servizi Segreti hanno rilevato la possibilità di un attacco terroristico in una scuola di Londra. Il Corpo di Sicurezza sta quindi lavorando per cercare di capire l'istituto interessato, ma quando si scopre che una delle possibili scuole è frequentata dai figli di Budd, nasce il sospetto che la cellula terroristica voglia vendicarsi per il lavoro svolto dall'agente durante l'attacco sul treno del 1º ottobre. In questo momento, Julia Montague si accorge della fuga di informazioni che riguarda soprattutto Dave, ma in generale tutti loro. L'attacco alla scuola viene fortunatamente sventato dalla polizia ma il camion bomba esplode poco prima causando la morte di tre agenti. In seguito l'auto blindata della Montague viene crivellata di colpi nei pressi di Thornton Circus: muore l'autista del politico mentre Budd con un'azione eroica riesce a metterla in salvo e a raggiungere l'attentatore Andy Apsted sul tetto di un palazzo prima che questo si suicidi. I due finiscono poi più volte a letto insieme. A David viene chiesto di spiare le riunioni della Montague.

## Episodio 3
- Titolo originale: Episode 3
- Diretto da: Thomas Vincent
- Scritto da: Jed Mercurio

### Trama
Budd e la Montague sono sempre più affiatati. L'agente viene interrogato riguardo all'agguato a Thornton Circus. La Montague incontra il Primo ministro Vosler presumibilmente per parlare di un probabile rimpasto. Durante la notte David strangola quasi Julia non rendendosi conto di quello che sta facendo a causa dell'effetto dell'addestramento militare; lei lo perdona e gli chiede di starle accanto non più in veste di bodyguard ma per la vita. Poco dopo in un incontro sulla sicurezza al St. Matthew un attentatore riesce a raggiungere la Montague sul palco e a farsi esplodere.

## Episodio 4
- Titolo originale: Episode 4
- Diretto da: Thomas Vincent
- Scritto da: Jed Mercurio

### Trama
Gli inquirenti indagano sull'accaduto visionando i filmati delle videocamere mentre la Montague, rimasta gravemente ferita, si trova in ospedale. Budd racconta agli agenti, che sospettano di lui e fanno perquisire casa sua, di aver controllato la valigetta di tale Tahir Mahmood, dipendente del dipartimento, poco prima dell'esplosione non avendo però trovato nulla di pericoloso all'interno. David tenta il suicidio quando viene annunciata la morte della Montague ma si spara solo un colpo a salve ferendosi e venendo medicato poi da sua moglie. Secondo la polizia a consegnare la valigetta all'attentatore sarebbe stato MacDonald, ex collaboratore della Montague al ministero dell'Interno, che si difende a fatica durante l'interrogatorio. Viene sentita anche Nadia, l'attentatrice del treno, che racconta che suo marito ha avuto la bomba da un uomo. Budd è convinto che Mahmood non abbia quindi agito da solo.

## Episodio 5
- Titolo originale: Episode 5
- Diretto da: Thomas Vincent
- Scritto da: Jed Mercurio

### Trama
Il sergente Louise Rayburn avvisa Budd di aver scoperto che la bomba non era all'interno della valigetta bensì sotto il palco e che manca più di un'ora di filmato nelle registrazioni delle videocamere di sicurezza del St. Matthew proprio come in quelle dell'hotel Blackwood che ospitava la Montague e dove Richard Longcross dei Servizi di Sicurezza le aveva consegnato un file criptato di materiale compromettente sul Primo Ministro condiviso poi da lei proprio con il capo del Governo. Dalle fotografie dei principali sospettati Nadia Ali riconosce l'uomo che avrebbe consegnato la bomba a suo marito: sembrerebbe essere Richard Longcross. Tra i sospettati finiscono anche il capogruppo di governo Roger Penhaligon, ex marito della Montague, e l'ex sottosegretario all'anti-terrorismo Mike Travis. Budd minaccia MacDonald che si presenta dalla polizia: dichiara che insieme a Travis e Penhaligon voleva fermare la scalata alla leadership della Montague incastrandola con dei documenti compromettenti falsi negando però di essere coinvolti nell'attentato. Longcross avvicina la moglie di Budd per sapere dei dettagli sul materiale che era in possesso della Montague e che pensa ora essere nelle mani dell'agente. In un bar David viene avvicinato da Chanel Dyson, addetta alle pubbliche relazioni del ministero dell'Interno poi licenziata, che insiste per rimanere in contatto con lui. Fuori dal bar la ragazza si allontana su un suv insieme a Luke Aikens, identificato dalla polizia come figura di rilievo in un'organizzazione criminale. Il sovrintendente capo Craddock decide di ritirare pistola e distintivo di Budd poiché troppo ostinato nello scoprire la verità. David entra in casa della Montague.

## Episodio 6
- Titolo originale: Episode 6
- Diretto da: Thomas Vincent
- Scritto da: Jed Mercurio

### Trama
Il comandante Anne Sampson sembra essere infastidita dai sospetti dell'ispettore capo Deepak Sharma su Luke Aikens. Budd incontra segretamente Chanel venendo subito rapito dagli scagnozzi di Aikens. Nel frattempo la polizia si mette sulle sue tracce dopo aver scoperto che era nello stesso reggimento dell'attentatore Andrew Apsted nel 2009 nella provincia di Helmand (Afghanistan) e che è entrato in casa della Montague di notte. David si risveglia in un magazzino con un ordigno addosso, riesce a uscire per strada e a chiamare la polizia ma capisce che qualcosa non va visto il dispiegamento di forze e decide di collaborare. Budd viene circondato e sul posto arrivano gli artificieri: sostiene di essere innocente e di aver preso un tablet con materiale compromettente a casa della Montague. Stephen Hunter-Dunn, capo dei Servizi di Sicurezza, fa intervenire Longcross per recuperare il tablet a casa di Budd ma questo viene incastrato e arrestato. David si dirige a piedi a casa seguito dalla polizia e consegna loro il tablet segreto e i proiettili a salve inseriti nella sua pistola presumibilmente dagli uomini di Aikens. Riesce poi a disinnescare la bomba che ha addosso e a dileguarsi velocemente. Nel frattempo Longcross viene rilasciato su ordinanza del giudice. Budd raggiunge Chanel convincendola ad incastrare Aikens: David lo sorprende con il suo capo Lorraine Craddock e capisce che è lei la spia che aiutava il criminale. Neutralizza così uno scagnozzo e ferma i due costringendo la Craddock a chiamare la polizia. La poliziotta confessa di aver agevolato Aikens nel corso degli anni comunicandogli tra le altre cose l'itinerario della Montague, che stava combattendo la criminalità organizzata, il giorno dell'attentato; viene così accusata di condotta illecita in carica pubblica e concorso in omicidio. Ad aver progettato l'attacco alla scuola dei figli di Budd non è stata però la Craddock bensì Nadia alla quale lui ingenuamente aveva fatto delle confidenze sui bambini; la jihadista confessa di aver costruito da sola tutte le bombe, compresa quella messa addosso a Budd, essendo un ingegnere, e di aver collaborato con Aikens per eliminare la Montague. Vero o no, i Servizi di Sicurezza risultano così estranei alla vicenda e vengono incolpati quindi solamente Nadia, la Craddock e Aikens.